# Metro van Caïro
De metro van Caïro (Arabisch: مترو أنفاق القاهرة, Metro Anfāq al-Qāhirah) is qua aantal kilometers het grootste volledige metronetwerk van Afrika. Het is gelegen in de Caïro, de hoofdstad van Egypte. Er zijn drie lijnen. De metro van Caïro is de oudste van Afrika.
Kaartjes voor de metro kostte in 2020 vijf Egyptisch pond voor ritten van 9 stations of minder, zeven pond voor 10 tot 16 stops, en tien pond voor langere trajecten, wat omgerekend ongeveer 27, 37 of 53 eurocent is. Twee wagons per treinstel (de vierde en vijfde wagon) zijn sinds 1989 gereserveerd voor vrouwen. Na 21.00 uur is de vijfde wagon weer beschikbaar voor gemengd gebruik. In de metrostations wordt de positie van de vierde en vijfde wagon vooraf aangeduid met blauwe signalisatie.

## Geschiedenis
In de 1980 was Caïro de grootste stad van Afrika alsook van de Arabische wereld. Vanwege het grote aantal inwoners was er behoefte aan efficiënt stedelijk openbaar vervoer. Veel eerder, in de jaren 1930, was door de Egyptische ingenieur Saiyed Abdel Wahed al voorgesteld om een metro aan te leggen in de stad. Dit plan kreeg toen geen aandacht en werd niet uitgevoerd. Latere onderzoeken van buitenlandse deskundigen maakten duidelijk dat een metro nodig was om de verkeerschaos in Caïro op te verminderen. Men stelde voor om drie lijnen te maken om ten zo'n 30% van het totale reizigersverkeer te faciliteren. De druk op de gebruikelijke manieren van reizen zou zo verlicht worden.

## Lijnen
| Lijn   | Kleur | Eindstations                         | Opening | Uitbreiding             | Lengte  | Stations |
| ------ | ----- | ------------------------------------ | ------- | ----------------------- | ------- | -------- |
| Lijn 1 | Blauw | Helwan - El Marg                     | 1987    | 1989, 1999              | 44.3 km | 35       |
| Lijn 2 | Rood  | Shobra El Kheima - El Mounib         | 1996    | 1998, 1999, 2000, 2005. | 21,5 km | 20       |
| Lijn 3 | Groen | Rod Al-Farag Corridor - Adly Mansour | 2012    | 2020, 2024              | 26,1 km | 29       |

## Uitbreidingsplannen

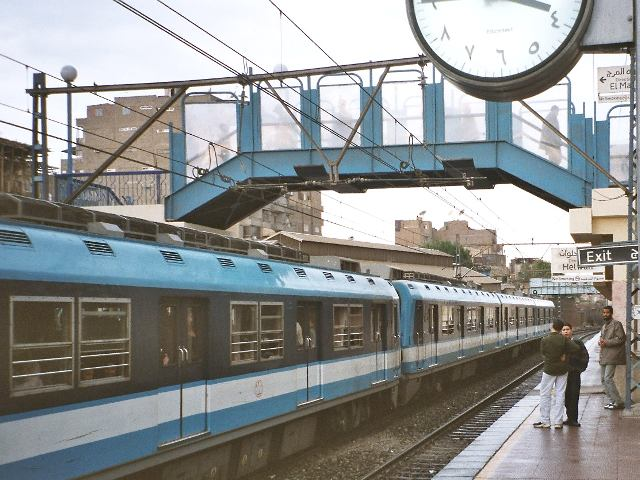
Een trein op lijn 1

In 1999 werd een rapport gepubliceerd waarin werd aangeraden om tot zes lijnen te komen, op die wijze zou de hele regio Groot-Caïro bediend kunnen worden. Voor lijn drie wordt onder meer een bediening van de Internationale luchthaven van Caïro belangrijk geacht. Lijn vier zou een traject van oost naar west gaan volgen ten zuiden van het stadscentrum. Lijn vijf is geprojecteerd in een boog rond het noordoosten van de stad en moet daar de andere lijnen met elkaar verbinden en een lengte krijgen van zo'n 20 kilometer. Lijn zes moet van het noorden naar het zuiden gaan en ongeveer 19 km lang worden.